# 任宗延
任宗延（？—？），山阳人，是一名清朝政治人物。贡生出身。
任宗延曾于康熙四十九年（1710年）接替章培基任延平府知府一职，康熙六十年（1721年）由张道沛接任。